# ۱۲۲۱ (خورشیدی)
۱۲۲۱ هزار و دویست و بیست و یکمین سال هجری خورشیدی است.

## رویدادها
خرید یک دستگاه دوربین عکاسی توسط هیئت بلند پایه ایرانی از انگلستان برای ناصرالدین شاه قاجار

## زادگان
- سید محمد طباطبایی : مجتهد شیعه و از رهبران مذهبی جنبش مشروطه ایران.
- عمان سامانی :یکی از شعرای بزرگ و مشهور قرن سیزدهم.